# Syrianska FC
Az Syrianska FC, teljes nevén Syrianska Football Club egy svéd labdarúgócsapat, Södertälje városában. Jelenleg a svéd első osztályban szerepel.
Hazai mérkőzéseiket a 6700 fő befogadására alkalmas Södertälje Fotbollsarenában játsszák.
A 2010-es bajnokságban az első helyen végzett a Superettanban és kiharcolta a feljutást története során először. Ezáltal 61. csapatként debütálhatott az Allsvenskan mezőnyében.

## Története
A klubot 1977. július 1-én alapították asszír bevándorlók Suryoyo Sportklubb néven. A hetedosztályban indultak és hat év után sikerült feljutniuk a hatodosztályba. 1985-ben ismét osztályt váltottak és az ötödik ligában folytatták szereplésüket. Rá egy évre, 1986-ban a csapat nevét átkeresztelték aztán Syrianska FC-re. Két évvel később megnyerték az ötödosztályt és a negyedosztályba kerültek. Itt három szezont töltöttek, majd 1990-ben ismét sikerült feljebb lépniük. A másodosztályba 1993-ban jutottak fel. Aztán 1995-ben kiestek a harmadosztályba. Legközelebb 1999-ben lettek ismét másodosztályúak. Legnagyobb eredményük kétségkívül a Superettan 2010-es megnyerése.

## Jelenlegi keret
2012. január 22. szerint.
| #  |        | Poszt | Név                      |
| -- | ------ | ----- | ------------------------ |
| 2  | SWE    | V     | Suleyman Sleyman         |
| 4  | SWE    | KP    | Raby George              |
| 5  | SWE    | V     | Isa Demir                |
| 6  | SWE    | KP    | Johan Arneng (kapitány)  |
| 7  | SWE    | KP    | Robert Massi             |
| 9  | BIH    | KP    | Besim Kunić              |
| 10 | SWE    | KP    | Sharbel Touma            |
| 11 | SWE    | KP    | Abgar Barsom             |
| 13 | Gambia | V     | Omar Jawo                |
| 15 | BRA    | KP    | Alessandro Silva Pereira |

| #  |     | Poszt | Név              |
| -- | --- | ----- | ---------------- |
| 16 | SWE | V     | Rabi Elia        |
| 18 | SWE | KP    | Anders Bååth     |
| 20 | SLE | KP    | Alusine Kamara   |
| 21 | JAM | K     | Dwayne Miller    |
| 22 | SWE | KP    | Alexander Michel |
| 23 | NOR | CS    | Dinko Felić      |
| 26 | SWE | KP    | Semir Mete       |
| 34 | SLE | CS    | Mohamed Kabia    |
| —  | NGA | KP    | Obie Etie        |
| —  | SWE | CS    | Özgür Yasar      |

## Sikerek
- Superettan
  - 1. hely (1): (2010)

## Külső hivatkozások
- Hivatalos weboldal
- Szurkolói oldal